# Chilei férfi kézilabda-válogatott
Az chilei férfi kézilabda-válogatott Chile nemzeti csapata, melyet a Chilei Kézilabda-szövetség (spanyolul:Federación Chilena de Handball) irányít.

## Eredmények nemzetközi tornákon
A chilei férfi kézilabda-válogatott a kézilabda-pánamerikai-bajnokságon két bronzérmet szerzett. Az olimpiai játékokon még nem vettek részt.
A világbajnokságra először 2011-ben jutottak ki és az ekkor szerzett 22. helyezésük az eddigi legjobb eredményük ebben a versenysorozatban.

## Nemzetközi tornákon való szereplés
Világbajnokság
- 1938 - 1978: Nem indult
- 1982 - 2009: Nem jutott be
- 2011 - 22. hely
- 2013 - 23. hely
- 2015 - 23. hely
- 2017 - 21. hely
- 2019 - 16. hely
- 2021 - 27. hely
- 2023 - 26. hely
- 2025 - 24. hely

Pánamerikai kézilabda-bajnokság
- 1979 - Nem vett részt
- 1981 - 7. hely
- 1983 - Nem vett részt
- 1985 - Nem vett részt
- 1989 - Nem vett részt
- 1994 - Nem vett részt
- 1996 - Nem vett részt
- 1998 - Nem vett részt
- 2000 - Nem vett részt
- 2002 - 5. hely
- 2004 - 4. hely
- 2006 - 5. hely
- 2008 - 4. hely
- 2010 - 3. hely
- 2012 - 3. hely
- 2014 - 3. hely
- 2016 - 2. hely
- 2018 - 3. hely